# Tamara Siomina
Tamara Petrovna Siomina (en russe : Тамара Петровна Сёмина), née le 25 octobre 1938 à Lgov dans l'Union soviétique, est une actrice soviétique et russe.

## Filmographie
- 1958 : Les Deux Fedor de Marlen Khoutsiev
- 1960 : Résurrection de Mikhaïl Schweitzer
- 1962 : Un trajet à vide de Vladimir Vengerov
- 1963 : Un jour de bonheur de Iossif Kheifitz
- 1963 : L'actrice serf (Крепостная актриса) de Roman Tikhomirov
- 1965 : Vremia, vperiod! de Mikhail Schweitzer
- 1968 : Le Veau d'or de Mikhail Schweitzer
- 1977 : L'Auberge de la rue Piatnitskaïa de Alexandre Feinzimmer
- 1983 : Foyer pour célibataires de Samson Samsonov